# Nagy-szénás
Nagy-szénás är ett berg i Ungern.   Det ligger i provinsen Pest, i den nordvästra delen av landet, 16 km nordväst om huvudstaden Budapest. Toppen på Nagy-szénás är 527 meter över havet. Nagy-szénás ingår i Budai-hegység.
Terrängen runt Nagy-szénás är huvudsakligen kuperad, men åt nordväst är den platt. Runt Nagy-szénás är det mycket tätbefolkat, med 1 266 invånare per kvadratkilometer. Närmaste större samhälle är Budapest, 16,3 km sydost om Nagy-szénás. Runt Nagy-szénás är det i huvudsak tätbebyggt.

## Galleri

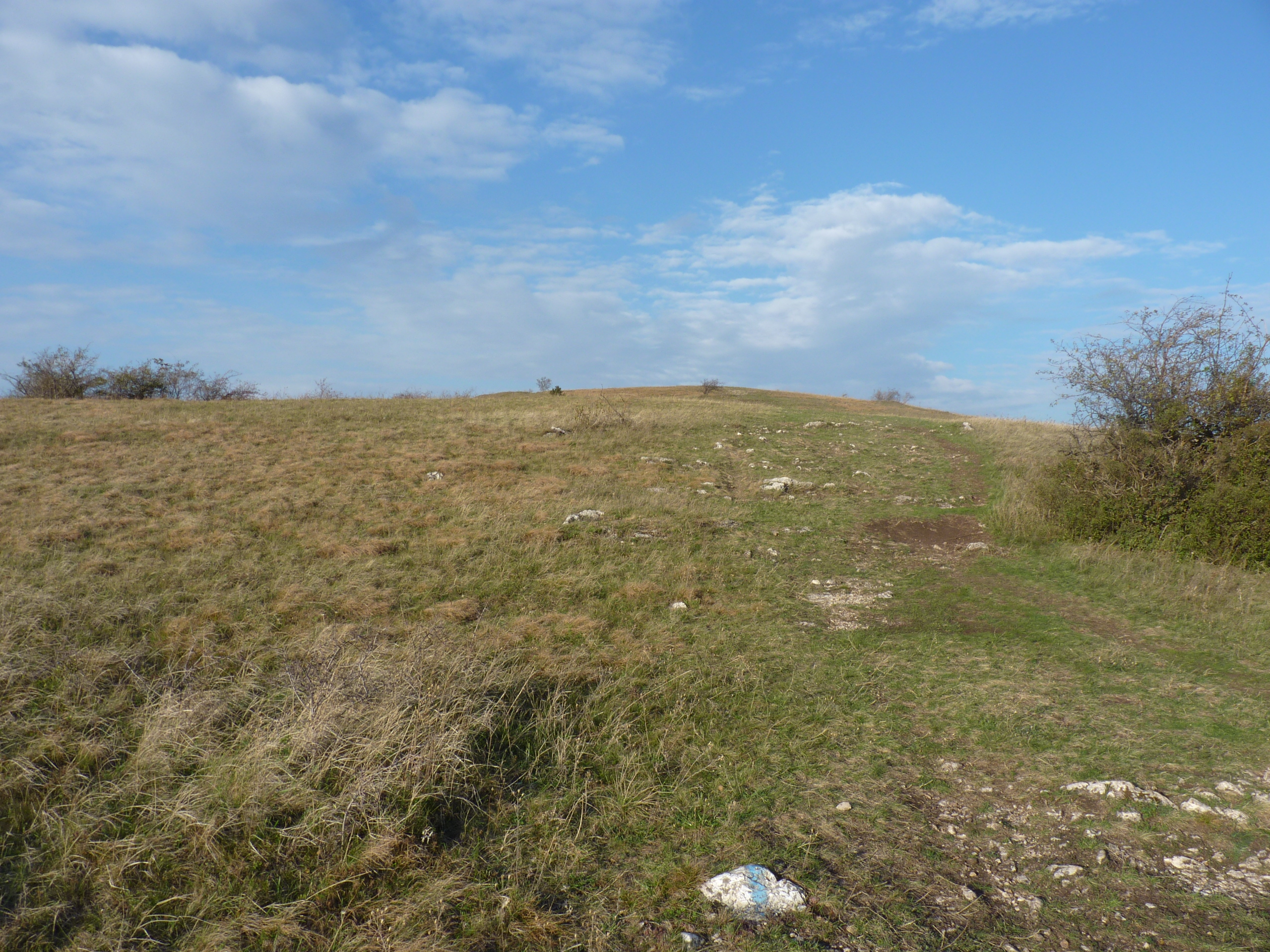
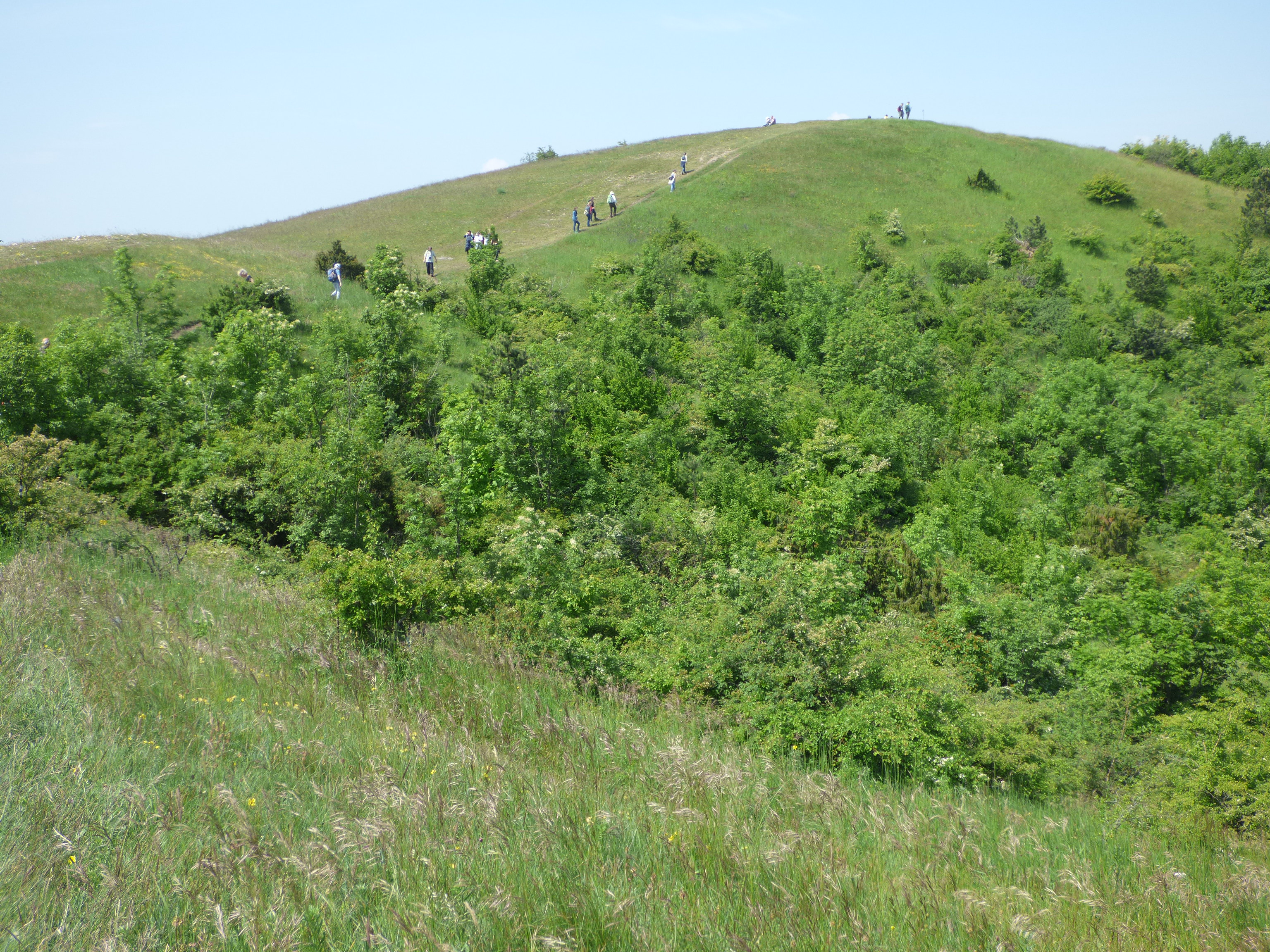
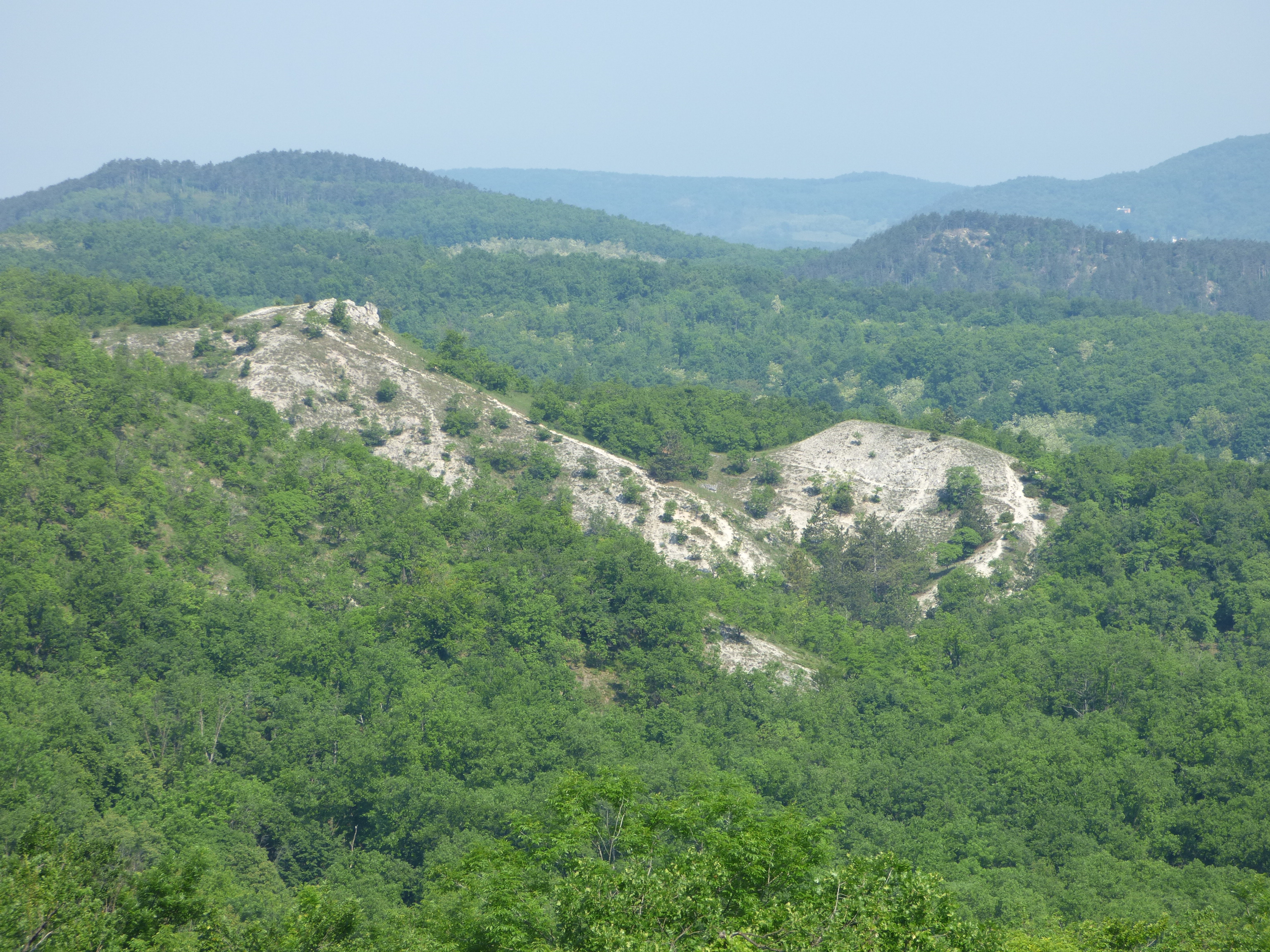
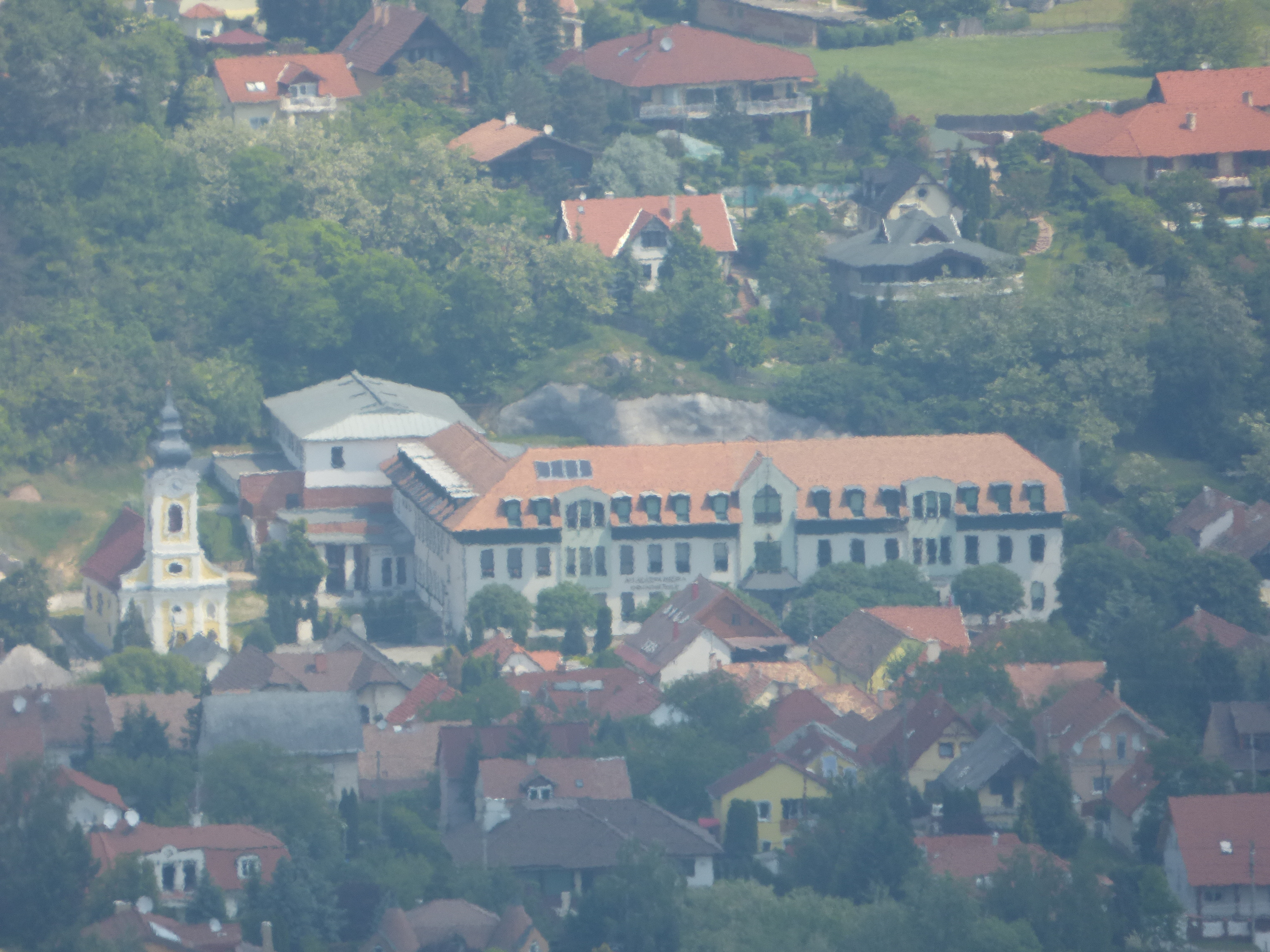
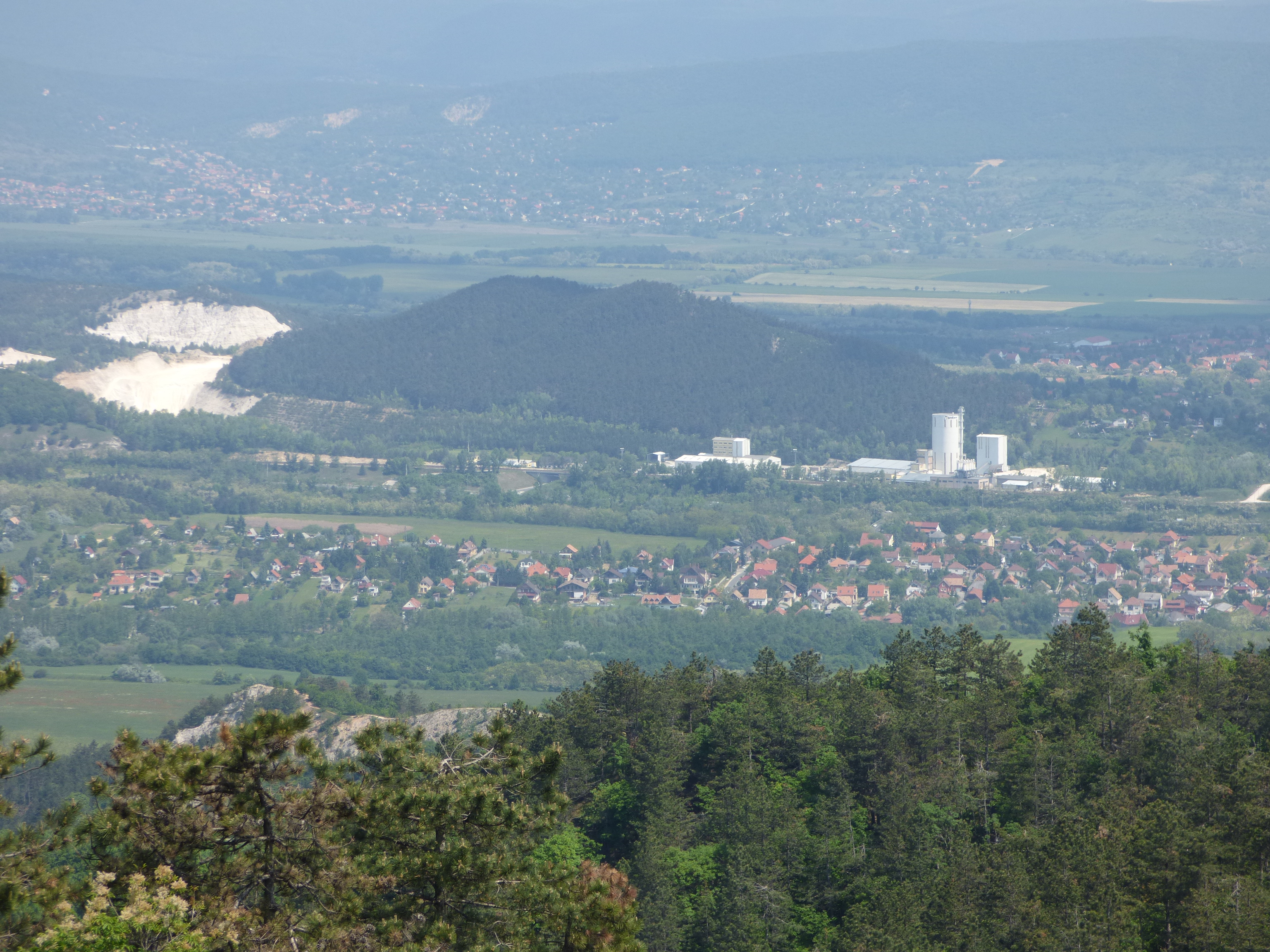